# Роман (Балащук)
Роман (в миру — Балащук Микола Михайлович, 24 березня 1953, с. Блюдники Галицького району Івано-Франківської області) — архієрей Православної церкви України з титулом митрополит Вінницький і Брацлавський.
Раніше — архієрей Української автокефальної православної церкви, митрополит Вінницький і Брацлавський (1990–1992 та 1995–2018), а також УПЦ Київського патріархату (1992–1995).

## Життєпис
1974 року вступає на навчання у Ленінградську духовну семінарію Московської патріархії, яку закінчує в 1978 році. 1977 року єпископ Виборзький Кирил (Гундяєв), майбутній патріарх Московський, уділяє Миколі Балащуку дияконські свячення. 1978 року митрополитом Ленінградським і Новгородським Никодимом (Ротовим) висвячений у сан священника.
У 1978–1990 роках служив на парафіях Івано-Франківської області.
21 травня 1990 року прийняв монаший постриг з іменем Роман.

### Участь в автокефальному русі
22 травня 1990 — у парафії УАПЦ с. Солуків Долинського району Івано-Франківської області висвячений на єпископа Чернігівського і Сумського УАПЦ. Хіротонію очолив митрополит Львівський і Галицький, місцеблюститель Київського патріаршого престолу Іоан (Боднарчук), якому співслужили єпископ Тернопільський і Бучацький Василій (Боднарчук), єпископ Івано-Франківський і Коломийський Андрій (Абрамчук).
Архієрейським собором УАПЦ 5 червня 1992 року піднесений до архієпископа.
16 вересня 1992 року пересвячений владикою Філаретом.
У 1992–1995 роках — архієпископ Рівенський і Острозький УПЦ КП.
У 1995–2005 роках — архієпископ Вінницький і Брацлавський УАПЦ.
15 лютого 2005 року піднесений у сан митрополита УАПЦ.

### Архієрей ПЦУ
15 грудня 2018 року митрополит Роман бере участь в Об'єднавчому соборі українських православних церков у Софії Київській, стаючи архієреєм Православної церкви України. 